# Kloster Fremersberg

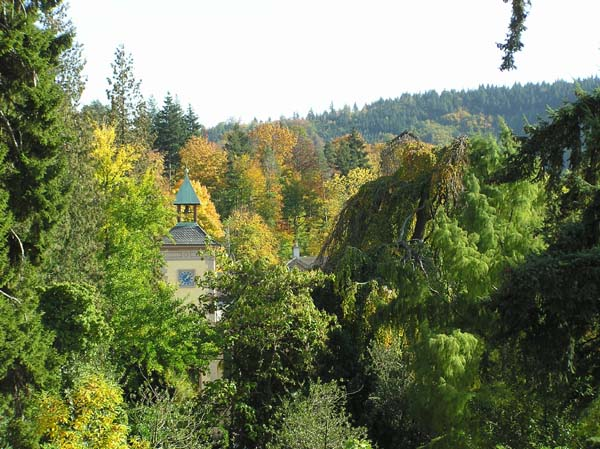
Klostergut Fremersberg

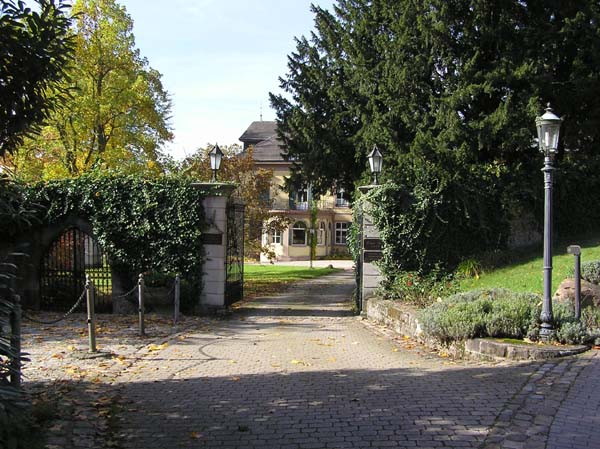
Klostergut Fremersberg

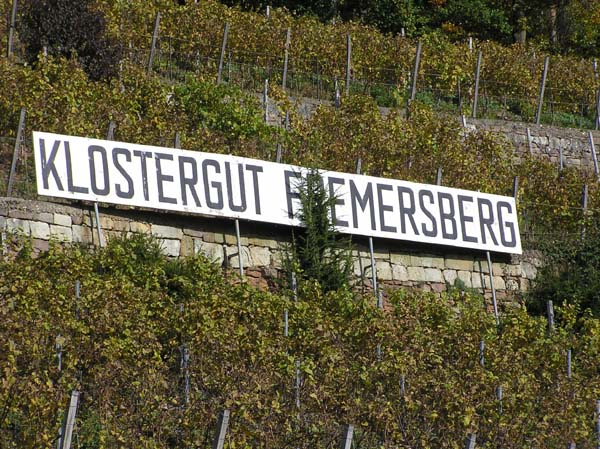
Klostergut Fremersberg

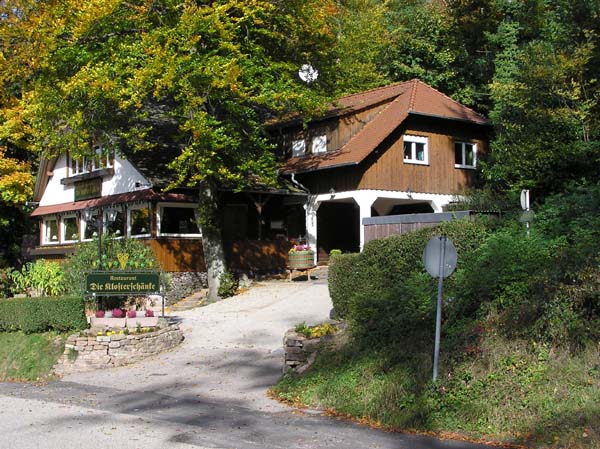
Klosterschänke Fremersberg

Das Kloster Fremersberg ist ein ehemaliges Kloster am Südwestabhang des Fremersbergs bei Baden-Baden. Es liegt in einer von Baden-Badener Stadtgebiet umschlossenen Exklave der Gemeinde Sinzheim. Bis 1826 wurde es von Franziskanern bewohnt.

## Geschichte
Im Jahr 1411 baute ein Leinenweber namens Heinrich von Mühlhausen am Südhang des Fremersbergs eine Klause. Als sich weitere Waldbrüder zu ihm gesellten, bauten sie eine Kapelle. 1426 ließ der spätere Markgraf Jakob I. von Baden ein Kloster für Brüder des Franziskanerordens der Oberdeutschen (Straßburger) Franziskanerprovinz an derselben Stelle errichten, der Sage nach aus Dankbarkeit für die Hilfe, die ihm von zwei Ordensmännern zuteilwurde, als er sich in düsterer Nacht im Fremersberger Forst verirrte. Im Dreißigjährigen Krieg wurde das Kloster verwüstet. Von Markgraf Ludwig Wilhelm kaum wieder aufgebaut, wurde es 1689 während des Pfälzischen Erbfolgekriegs geplündert. 1826 wurde es schließlich infolge der Säkularisation geschlossen und dann abgerissen.

## Klostergut Fremersberg
Heute befindet sich an der Stelle des ehemaligen Klosters ein 1905 erbauter schlossähnlicher Gebäudekomplex im klassizistischen Stil mit Hauptflügel, Seitenflügel und Glockenturm. Es ist Sitz der Verwaltung und Deutschlandzentrale der IDS Deutschland, einer Servicegesellschaft für Informationen im Gesundheitswesen. IDS hat das unter Denkmalschutz stehende Klostergut vollständig nach verwaltungsoptimierten Ansprüchen saniert und mit Kunst ergänzt. Eine arrondierende Rebfläche ist verpachtet an ein privat betriebenes Weingut, seit 2009 das Weingut Ewald Kopp in Sinzheim-Ebenung. Auf der Rebfläche liegt die Einzellage Klostergut Fremersberger Feigenwäldchen, deren Name von den 36 Feigenbüschen im südwestlichen Teil des Anwesens stammt. Die Reben sind zum Teil über 50 Jahre alt. Diese Lage war der erste Weinberg an der damals bei Baden-Baden beginnenden Badischen Weinstraße, bis diese im Jahr 2014 nach Norden verlängert wurde.